# ISOCARP
International Society of City and Regional Planners (ISOCARP) – globalna organizacja doświadczonych profesjonalistów planowania mająca na celu zrzeszenie znanych i wysoko wykształconych planistów na arenie międzynarodowej. 

## Opis
Stowarzyszenie zostało założone w 1965 roku a członkowie stowarzyszenia pochodzą z ponad 70 krajów. ISOCARP jest organizacją pozarządową, uznawaną przez Narody Zjednoczone, Radę Europy oraz jest konsultantem UNESCO.
W roku 2009 odbyły się warsztaty ISOCARP w Szczecinie, mające na celu opracowanie strategii rozwoju dla rejonu metropolitarnego Szczecina.